# ゴリアテの混乱
『ゴリアテの混乱』（原題：The Bedlam in Goliath）は、アメリカ合衆国のバンド、マーズ・ヴォルタが2008年に発表した4作目のスタジオ・アルバム。

## 背景
セドリック・ビクスラー・ザヴァラによれば、オマー・ロドリゲス・ロペスがエルサレム旅行で買ってきたウィジャボードのようなボードをお土産にもらい、そこに母・娘・男の三角関係に関する詩が付いているのを見つけ、彼らから得られたメッセージを書きとめて歌詞に使用し、更にポジティヴな要素を加味して幸運をもたらすような内容にしたという。しかし、スタジオが水浸しになる、エンジニアが神経衰弱になる、ザヴァラが足の手術をするなどの災難が続いたため、ロペスはそのボードを埋め、バンドの誰にも埋めた場所を言わないことを誓った。そして、本作は『ゴーストバスターズ』のような作品と説明されている。
本作よりトーマス・プリジェンが加入。また、前作『アンピュテクチャー』（2006年）に引き続きジョン・フルシアンテが全面参加している。
レーベル側は「ゴリアテ」を本作からの第1弾シングルにしようと考えていたが、バンド側はこの曲が編集されることを嫌い、「ワックス・シムラクラ」をシングルとしてリリースした。
本作は2008年1月23日に日本で先行発売され、映像とカヴァー曲のオーディオ・トラックを収録したボーナスDVDが付属したデラックス・エディションも同時発売された。また、2008年6月4日には、別内容のボーナスDVDが付いた『ゴリアテの混乱〜大混乱エディション』もリリースされている。

## 反響・評価
アメリカのBillboard 200では自己最高の3位に達した。また、「ワックス・シムラクラ」はグラミー賞最優秀ハードロック・パフォーマンス賞を受賞。
音楽評論家のジョン・ブッシュはオールミュージックにおいて「本作はこれまでの作品と同様にダイナミック（ナイフの刃のようなテンションが絶え間なく続く様を思わせる）だが、『アンピュテクチャー』だけでなく『フランシス・ザ・ミュート』をも超えるほど緻密に構築されている」と評している。

## 収録曲
全曲ともオマー・ロドリゲス・ロペスとセドリック・ビクスラー・ザヴァラの共作。
1. アバリンクラ - "Aberinkula" - 5:44
2. メタトロン - "Metatron" - 8:11
3. イリアナ - "Ilyena" - 5:35
4. ワックス・シムラクラ - "Wax Simulacra" - 2:38
5. ゴリアテ - "Goliath" - 7:15
6. トゥーニケット・マン - "Tourniquet Man" - 2:37
7. カヴァレタス - "Cavalettas" - 9:32
8. アガデス - "Agadez" - 6:43
9. アスキピオス - "Askepios" - 5:10
10. ウロブロス - "Ouroborous" - 6:35
11. スースセイヤー - "Soothsayer" - 9:07
12. コンジュガル・バーンズ - "Conjugal Burns" - 6:35

### デラックス・エディション盤ボーナスDVD
1. キュクノス…ヴィスムンド・キュクノス（ライヴ映像） - "Cygnus Live"
2. ワックス・シムラクラ（ビデオ） - "Wax Simulacra"

オーディオ・トラック
1. メモリーズ - "Memories"
  - ソフト・マシーンが1967年にデモ録音を残した曲のカヴァー。
2. バースデイ - "Birthday"
  - シュガーキューブスが1987年に発表したシングル曲のカヴァー。
3. シングス・ビハインド・ザ・サン - "Things Behind The Sun"
  - ニック・ドレイクがアルバム『ピンク・ムーン』（1972年）で発表した曲のカヴァー。

### 『大混乱エディション』ボーナスDVD
1. ワックス・シムラクラ（ビデオ） - "Wax Simulacra"
2. イリアナ（ビデオ） - "Ilyena"
3. アスキピオス（ビデオ） - "Askepios"
4. ゴリアテ（ビデオ） - "Goliath"
5. アバリンクラ（ビデオ） - "Aberinkula"

オーディオ・トラック
1. プルド・トゥ・ビッツ - "Pulled to Bits"
  - スージー・アンド・ザ・バンシーズがライヴ・アルバム『ノクターン』（1983年）で発表した曲のカヴァー。
2. キャンディー・アンド・ア・カレント・バン - "Candy and a Currant Bun"
  - ピンク・フロイドがデビュー・シングル「アーノルド・レーン」（1967年）のB面で発表した曲のカヴァー。
3. バック・アゲインスト・ザ・ウォール - "Back Against the Wall"
  - サークル・ジャークスがアルバム『Group Sex』（1980年）で発表した曲のカヴァー。
4. ゴリアテ（リミックス） - "Goliath"
5. トゥーニケット・マン（リミックス） - "Tourniquet Man"

## 参加ミュージシャン
- オマー・ロドリゲス・ロペス - ギター、シンセサイザー
- セドリック・ビクスラー・ザヴァラ - ボーカル
- アイザイア・アイキー・オーウェンズ - キーボード
- ホアン・アルデレッテ - ベース
- トーマス・プリジェン - ドラム
- マルセル・ロドリゲス・ロペス - パーカッション
- エイドリアン・テラサス・ゴンサレス - フルート、サックス、バスクラリネット、パーカッション
- パブロ・イノホス・ゴンサレス - サウンド・マニピュレーション
- ジョン・フルシアンテ - ギター

アディショナル・ミュージシャン
- Henry Trejo - "Because"s (#8)
- Nathaniel Tookey - ストリングス・アレンジ(#11)
- Edwin Huizinga - ヴァイオリン(#11)
- Anthony Blea - ヴァイオリン(#11)
- Charith Premawardhana - ヴィオラ(#11)
- Sam Bass - チェロ(#11)
- Owen Levine - ダブル・ベース(#11)